# Virgen de la Candelaria

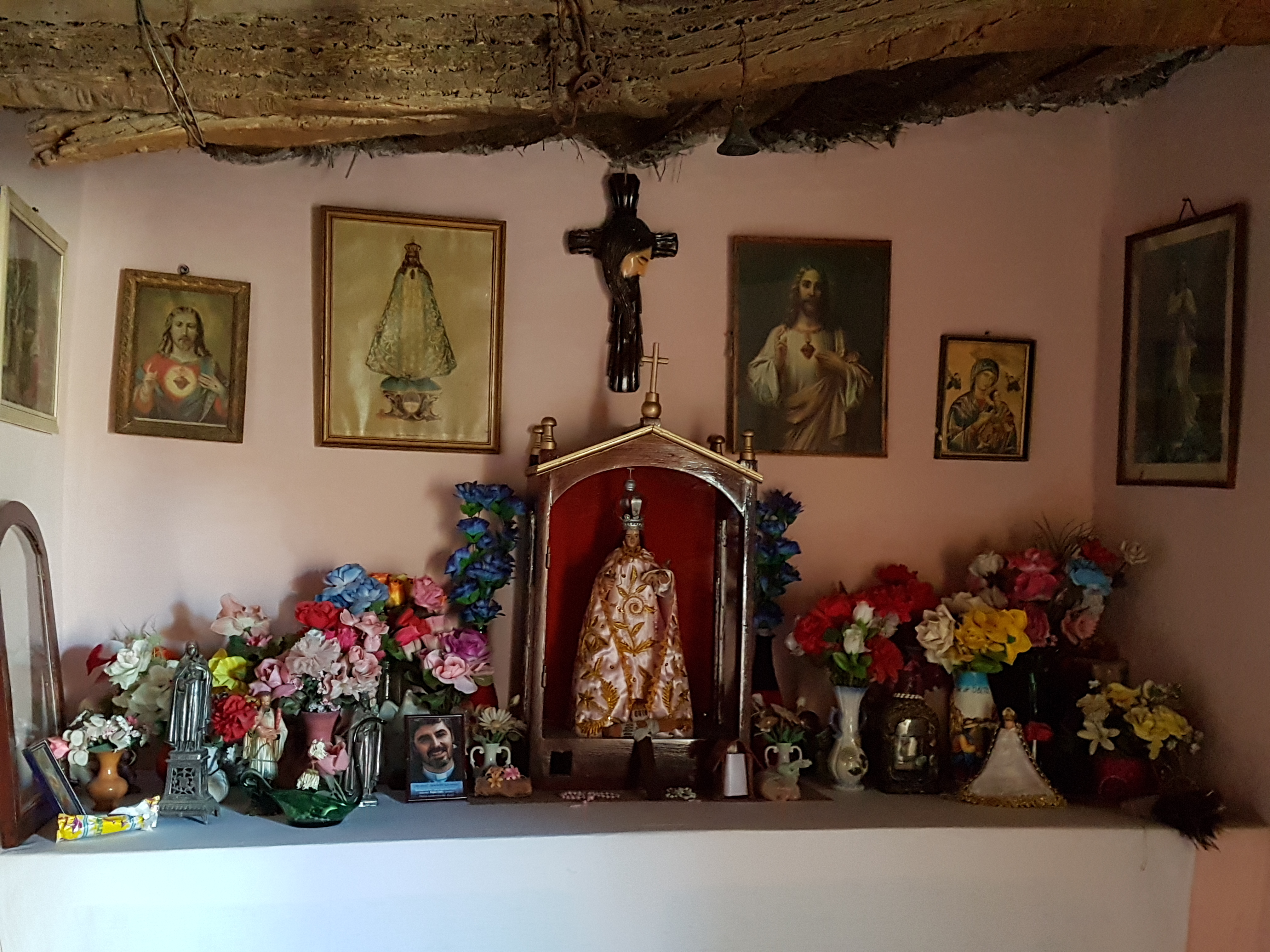
Altar de la Virgen de la Candelaria. Se encuentra en el paraje Carrera Muerta, depto de Rosario de Lerma, Prov. de Salta. Fue construida con materiales de la zona, hace más de 100 años por la flia. Barboza. La fiesta patronal se celebra cada año el día 2 de febrero.

La Virgen de la Candelaria o Nuestra Señora de Candelaria es una advocación mariana de la religión católica que tiene su origen en Tenerife (España). Su etimología deriva de candelero o candela que se refiere a la luz: la luz santa que guía hacia el buen camino y la redención y aviva la fe en Dios. Su festividad se celebra, según el calendario litúrgico, el 2 de febrero, y en ella se recuerda la presentación de Jesús en el Templo de Jerusalén después de su nacimiento y la purificación de María. 
La Virgen de la Candelaria es, en su lugar de origen, la patrona de las Islas Canarias y se la clasifica como una Virgen negra. Su devoción tiene mucho arraigo en otras partes de España, y en países como Bolivia, Colombia, Cuba, México, Perú, Venezuela y otros. Asimismo, su patronazgo se extiende a varias ciudades y países de América y de otros continentes. Esto ha hecho que la Virgen de la Candelaria sea la segunda advocación mariana más extendida en el continente americano, tras la Virgen de Guadalupe, patrona de México. Al mismo tiempo, fue una de las primeras advocaciones introducidas en América por los conquistadores españoles, de hecho, se sabe que ya Hernán Cortés llevaba al cuello una medallita de la Virgen de la Candelaria cuando llegó a México.

## Origen de la advocación
La Virgen de la Candelaria toma su nombre de la fiesta de la Candelaria o de la Luz, que tuvo su origen en el Oriente con el nombre del "Encuentro", y después se extendió al Occidente en el siglo VI, y llegó a celebrarse en Roma con un carácter penitencial. En Jerusalén se celebraba con una procesión con velas encendidas hasta la Basílica de la Resurrección (Santo Sepulcro), la cual había sido mandada construir por órdenes del Emperador Constantino.

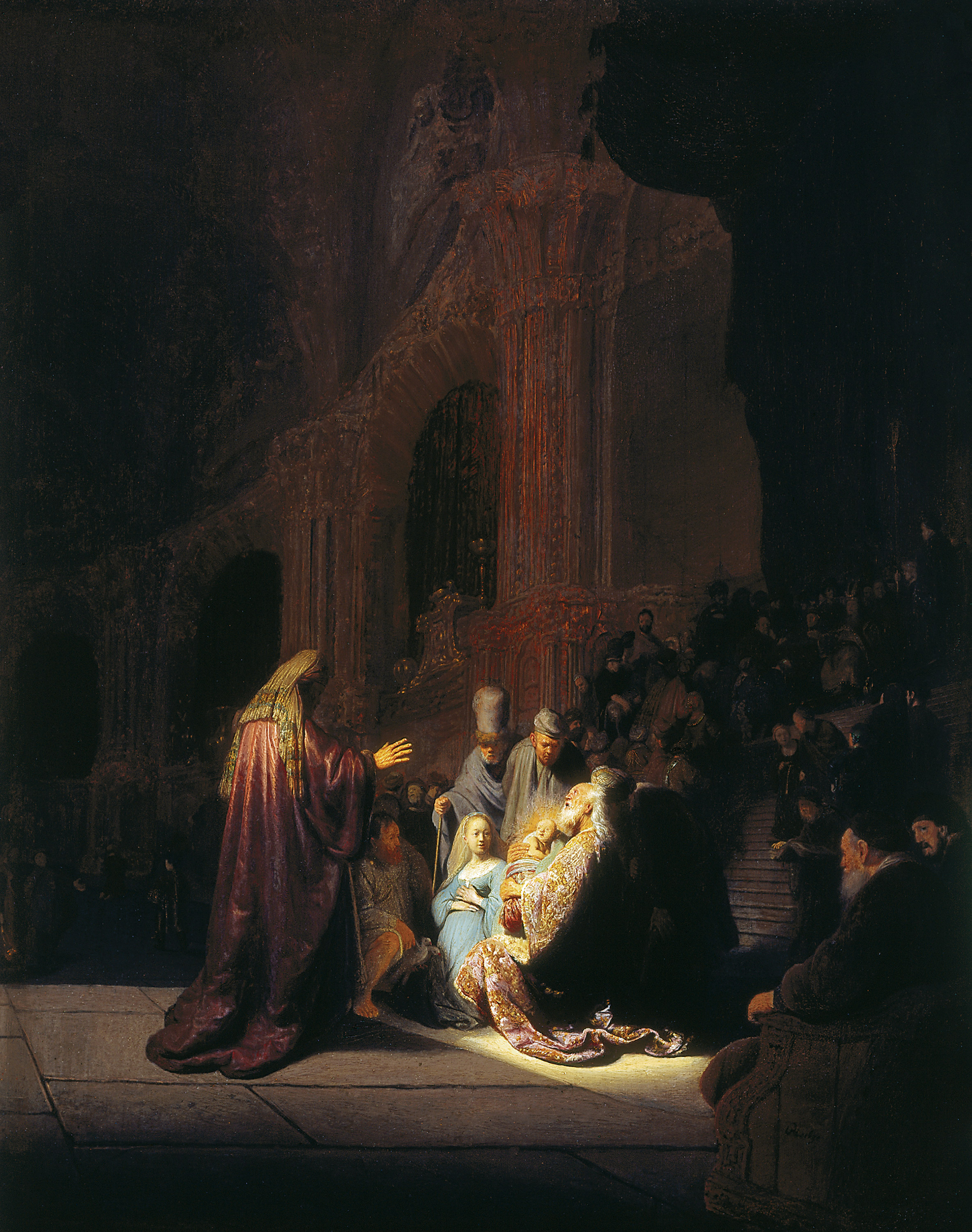
Simeón recibe a Jesús cuando este es presentado por sus padres en el Templo de Jerusalén. La iconografía de la Virgen de la Candelaria se basa en este pasaje bíblico de la Presentación del niño Jesús en el Templo.

Su fiesta se celebra, según el calendario o santoral católico, el 2 de febrero, después de que el papa Gelasio I prohibió y condenó, en el año 494, las fiestas lupercales, considerada una celebración pagana, y la sustituyó por la fiesta de la presentación, en recuerdo del pasaje bíblico de la Presentación del Niño Jesús en el Templo de Jerusalén (Lc 2;22-39) y la purificación de la Virgen María después del parto, para cumplir la prescripción de la Ley del Antiguo Testamento (Lev 12;1-8).
La Fiesta de la Candelaria se conoce y se celebra con diversos nombres: la Presentación del Señor, la Purificación de María, la fiesta de la Luz y la fiesta de las Candelas; todos estos nombres expresan el significado de la fiesta. Cristo la Luz del mundo presentada por su Madre en el Templo viene a iluminar a todos como la vela o las candelas, de donde se deriva la advocación de la Virgen de la "Candelaria".
Siglos después, en torno al año 1392 o 1400, una imagen de la Virgen María que representaba esta advocación, fue encontrada a la orilla del mar por dos pastores guanches de la isla canaria de Tenerife (lo que es actualmente España). Desarrollándose el primer culto a la Candelaria como advocación mariana sobre todo a raíz de que en 1497 el Adelantado de las Islas Canarias Alonso Fernández de Lugo, celebró en la Cueva de Achbinico la primera Fiesta de las Candelas, coincidiendo esta con la Festividad de la Purificación de la Virgen. En 1526, se construyó el primer templo de la Candelaria junto a la cueva en donde fue venerada originalmente. A partir de aquí, la Fiesta de la Candelaria asume un carácter mariano en torno al relato de la aparición de esa imagen a aquellos guanches. Dicho relato sería escrito por el fraile dominico Fray Alonso de Espinosa en sus obras "Historia de Nuestra Señora de Candelaria" y "Del origen y milagros de la Santa Imagen de nuestra Señora de Candelaria, que apareció en la Isla de Tenerife con la descripción de esta Isla".
Desde las Islas Canarias el culto a la Virgen de la Candelaria se ha extendido a través de los siglos por diferentes ciudades y países sobre todo en Latinoamérica, donde ha adoptado rasgos de las diferentes naciones donde se encuentra un templo suyo. La iconografía de la Virgen de la Candelaria se basa en el pasaje bíblico de la Presentación del niño Jesús en el Templo de Jerusalén (Lucas 2,22-40). La virgen sostiene la candela o vela de la que toma nombre y lleva una canasta con un par de tórtolas. El niño Jesús fue llevado al Templo de Jerusalén, según Ley de Moisés, para ser presentado al Señor, y además para cumplir con el rito de la purificación de la Virgen María (Cf. Lev. 12, 6-8).

## Posible origen sincrético
Según fuentes más heterodoxas, el culto a la Virgen de la Candelaria surgió a partir de la incorporación en el siglo XVI al catolicismo de la devoción a la estrella Canopo, por parte de la cultura de los antiguos canarios o guanches, preexistente a la llegada de los europeos. La Virgen de la Candelaria sería fruto de un sincretismo entre la devoción a la Purificación de la Virgen María y la diosa nativa guanche Chaxiraxi, cuyo nombre significa 'la que carga o sostiene el firmamento' desde una posible forma primitiva ta-γir-aγi.
Para algunos investigadores Chaxiraxi era una divinidad femenina relacionada con la luna y la fertilidad, mientras que para otros estaría vinculada al sol (Magec). Así, era una de las diosas principales de la mitología guanche emparentada con la diosa Juno del entorno mediterráneo-norteafricano y con el culto a la estrella Canopo. Otros sin embargo, afirman que sería una reminiscencia del culto a la diosa Tanit. Según el médico e historiador Juan Bethencourt Alfonso, la imagen de la Candelaria sustituyó en la Cueva de Chinguaro a un ídolo guanche denominado Chayuga.
Este tipo de sincretismo entre la Virgen María cristiana y deidades locales es palpable en otros lugares del mundo, tal es el caso de la Virgen de Guadalupe y la diosa azteca Tonantzin en México. En algunos países latinoamericanos, la Virgen de la Candelaria es igualmente identificada con deidades nativas, tales como la Pachamama en Perú, Oyá en la Santería cubana, Iemanjá en la Umbanda afro-brasilera o Coatlicue en el México colonial, según escribió Fray Bernardino de Sahagún.
En cuanto a la Fiesta de la Candelaria en las Islas Canarias, tras la conquista de la isla de Tenerife se instaura la festividad de la Virgen el 2 de febrero coincidiendo con la festividad de la Presentación de Jesús en el Templo y la Purificación de María. Previamente los guanches celebraban una festividad en torno a la imagen de la Virgen durante la fiesta del Beñesmen en el mes de agosto. Esta era la fiesta de la cosecha, era el tiempo en que los guanches recogían sus cosechas de cebada y trigo, lo cual marcaba el inicio del año. En la actualidad, la fiesta de la Virgen de la Candelaria en las Islas Canarias se celebra además del 2 de febrero también el 15 de agosto, día de la Asunción de la Virgen María en el santoral católico. Para algunos historiadores, las fiestas celebradas en honor a la Virgen durante el mes de agosto son una reminiscencia sincretizada de las antiguas fiestas del Beñesmen aborigen.

## Devoción en los diferentes países

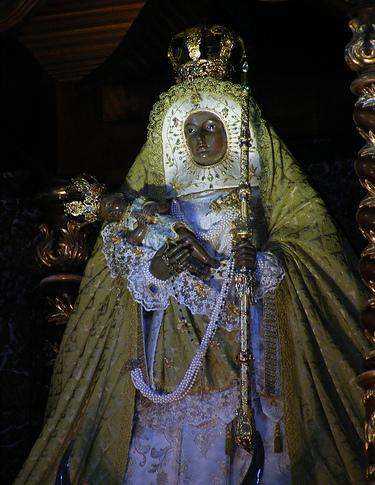
Imagen de la Virgen de la Candelaria, Patrona de Canarias.

### España
- Se considera a la Virgen de Candelaria aparecida en las Islas Canarias, la que da inicio a la proliferación de imágenes con la advocación de "La Candelaria" en el mundo,[2] y por lo tanto su origen como advocación mariana.[2] La Virgen de Candelaria es la Patrona de Canarias[3] y se venera en la Basílica de Nuestra Señora de la Candelaria en Tenerife. Según la tradición, la Virgen se le apareció en 1392 a dos aborígenes guanches que pastoreaban su rebaño, quienes, al llegar a la boca de un barranco, notaron que el ganado no avanzaba, como si algo impidiera seguir adelante. Para ver qué era lo que pasaba, uno de los pastores avanzó y vio en lo alto de una peña una imagen de madera como de un metro de alto de una mujer. Porta una vela en la mano izquierda y cargaba a un niño en el brazo derecho. El niño llevaba en sus manos un pájarito de oro. De las Islas Canarias la devoción a la Virgen de la Candelaria se extendería a otros lugares del mundo, principalmente a Latinoamérica y actualmente se encuentran imágenes suyas en lugares con importantes colonias de canarios donde suele usarse para representar al Archipiélago Canario.[19]

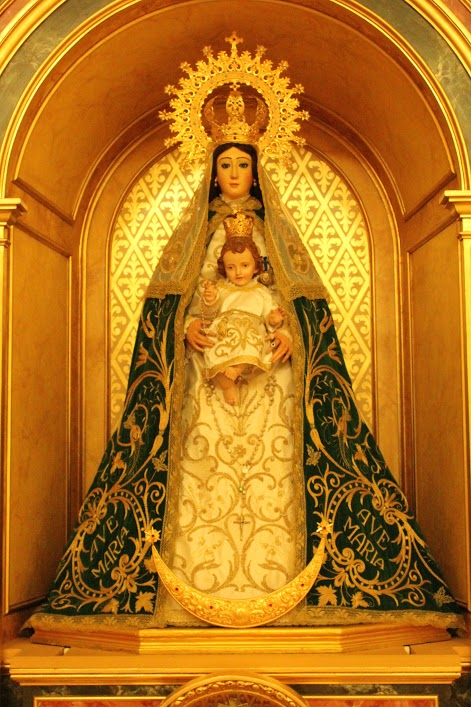
Virgen de las Candelas de Zarza de Tajo (provincia de Cuenca)

- En Zarza de Tajo (provincia de Cuenca), se encuentra otra imagen de la Virgen de la Candelaria, también conocida en la localidad como Virgen de las Candelas, siendo la patrona del pueblo. En esta fiesta se presentan y ofrecen los niños a la Virgen. También, para celebrar la fiesta, los mayordomos de la Virgen elaboran un dulce típico conocido como la Torta de la Virgen, compuesta de miel y una masa que lleva harina, huevo, agua y aguardiente, llamada fideo. La fiesta se celebra en el primer fin de semana de febrero, con Misa por la mañana y procesión por la tarde el mismo sábado; y el domingo se celebra la Misa y procesión de San Blas. A continuación se hace la tradicional Almoneda.

- En Colmenar (Málaga), se encuentra otra imagen de la Virgen de la Candelaria cuya devoción fue llevada a este lugar por canarios. La imagen se venera acompañada de San Blas, y la Procesión que año tras año se realiza el primer domingo de febrero en este pueblo, donde pasean a la Virgen por sus calles durante diez horas en un trono de 120 portadores, en la que se puede observar que las personas en este día tan especial para el pueblo pueden llegar a triplicar la población del mismo.

- En la provincia de Toledo en Corral de Almaguer también se venera y es tradicional la presentación de los niños, procesión y reparto de la "torta de la Candelaria"

- En la aldea de El Rocío en el término municipal de Almonte (Huelva), lugar en donde se venera a la Virgen del Rocío, una de las fiestas más importantes que se celebran anualmente es La Candelaria, el 2 de febrero, en la cual se encienden velas en honor de los difuntos y se presentan los niños a la Virgen del Rocío.

- En la Catedral de Sevilla (Andalucía) hay retratos de la Virgen de Candelaria que se venera en Canarias.[20] También en Sevilla se encuentra la Hermandad de la Candelaria que tiene por titular a esta advocación mariana aunque en su aspecto de Virgen dolorosa.

- En la Catedral de Orense (Galicia) hay un retablo dedicado a la Candelaria. También hay otro dedicado a ella en la iglesia de San Pedro de dicha ciudad.

- Otra Hermandad de la Candelaria se encuentra en la ciudad andaluza de Jerez de la Frontera.

- En Barcelona, en la Basílica de los santos Justo y Pastor se encuentra una réplica de la imagen de la Virgen de Candelaria, que fue donada por la Casa Canaria de Cataluña.[21]

- En Valls (Tarragona), es la patrona de la ciudad. Le celebran en honor cada 10 años las llamadas Fiestas Decenales de la Virgen de la Candela de Valls, consideradas las fiestas más importantes y solemnes de la ciudad.

- En Marchal (Granada) se celebra el 2 de febrero o el fin de semana más cercano, y es la patrona de la localidad. Marchaleros y foráneos pasan el día en el monte recogiendo leña agrupados en cuadrillas, que por la noche será quemada en un gran “chisco” común. Al día siguiente se celebra San Blas, y se saca en procesión por el pueblo la imagen de la Virgen y la de San Blas. La talla de la Virgen es de origen sevillano, del escultor Bonilla Cornejo, preside el altar mayor de la Parroquia y fue bendecida el 8 de septiembre de 2001, cuando se le otorgó el título de patrona del pueblo.

- En Burgos (Castilla y León), se celebra el 2 de febrero la fiesta de las candelas en el barrio de Gamonal. La virgen se encuentra en la iglesia La Real y Antigua de Gamonal donde el día de la fiesta celebran por la mañana la presentación de los niños nacidos el año anterior con una misa llamada la de la Luz, muy simbólica por su representación de Jesús presentado en la iglesia. A su vez se realiza el mismo día por la tarde la tradicional procesión por el antiguo pueblo de gamonal, donde mozos y mozas portean las andas de la talla acompañados de la cofradía de San Antón y vecinos del barrio.

### Argentina

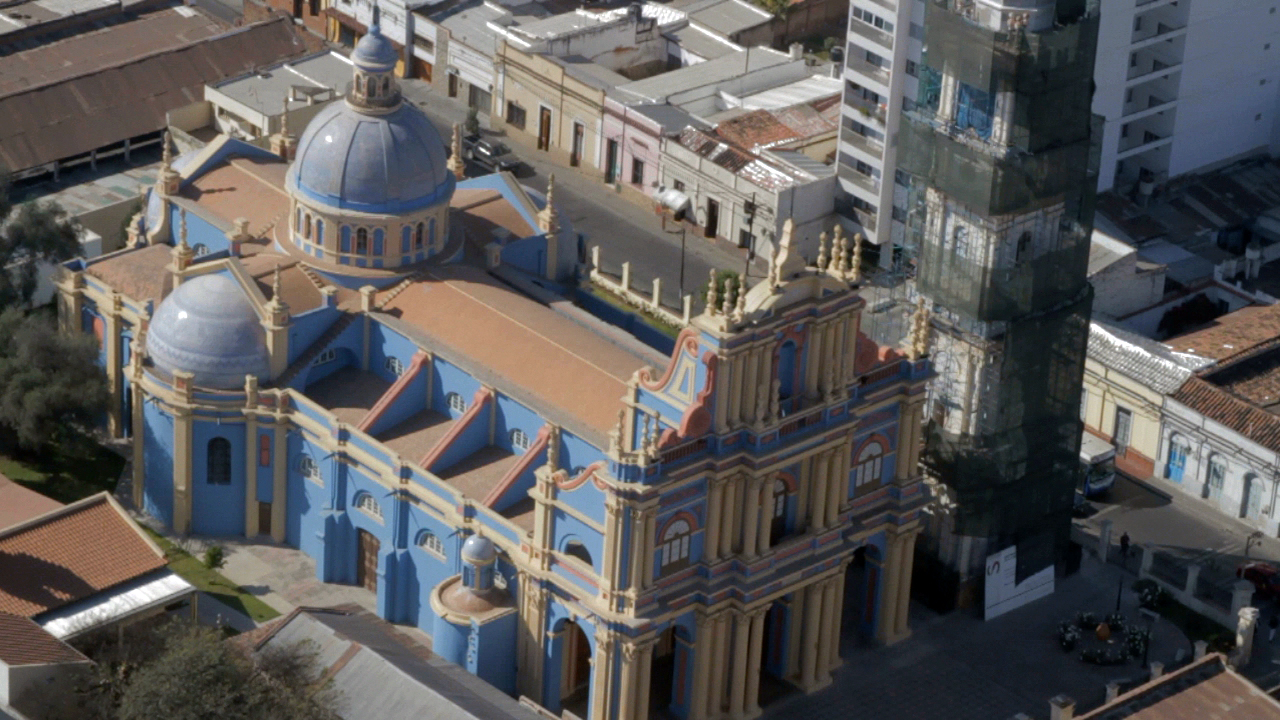
Iglesia de Nuestra Señora de la Candelaria, ubicada en Salta (Argentina).

- Se celebra la Fiesta en la Localidad de Candelaria (Misiones) que lleve el nombre de su Patrona, tomado las antiguas reducciones Jesuíticas (capital de los treinta pueblos guaraníes que incluía a Paraguay, Argentina y Brasil). En la actualidad se realizan celebraciones en las Ruinas Jesuíticas, luego procesiones por el pueblo y se le espera a la Virgen con una serenata popular.
- La Virgen de la Candelaria es la santa patrona de la comunidad de Olta, La Rioja.
- Se celebra la fiesta de la Virgen de la Candelaria el 2 de febrero, ciudad de Humahuaca, Jujuy; llevando a cabo un gran festejo con la tradicional Danza de los Toritos y fuegos artificiales.
- En la Provincia de Tucumán, en la localidad de Villa de Leales se celebra hace cientos de años esta advocación mariana, desde 1780. Siendo patrona también del departamento Leales, esta festividad es una de las más multitudinarias de Leales. Parroquia Nuestra Señora de la Candelaria de Villa de Leales.

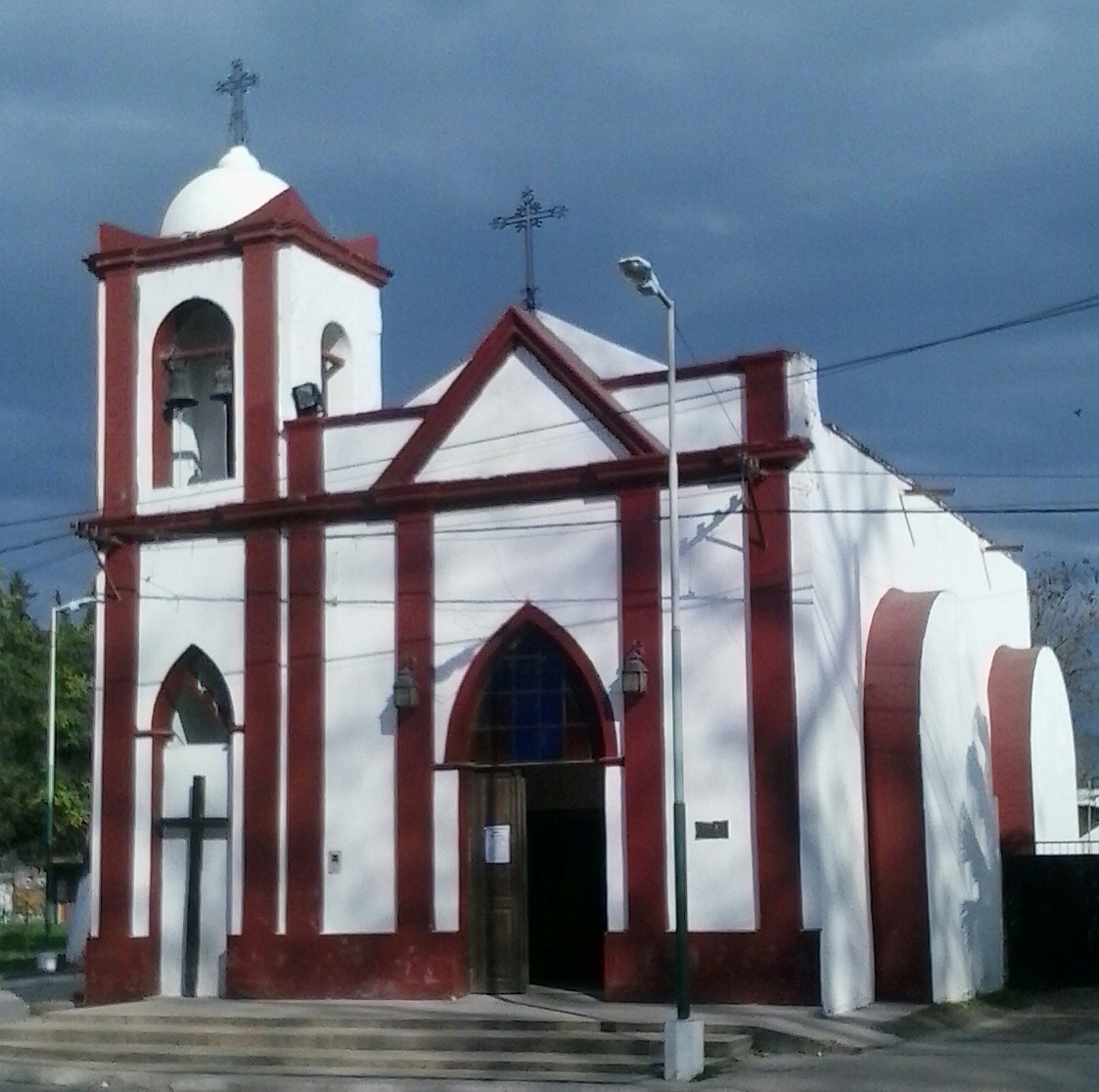
Parroquia Nuestra Señora de la Candelaria de Villa de Leales.

- Para la misma fecha también se celebra la fiesta de la Virgen de la Candelaria, en Guaminí, Provincia de Buenos Aires, por ser la patrona de la ciudad.
- La Patrona de la ciudad de Buenos Aires es Nuestra Señora del Buen Aire, la cual es una representación y derivación de la Virgen de la Candelaria, aunque con distinto nombre.

### Bolivia

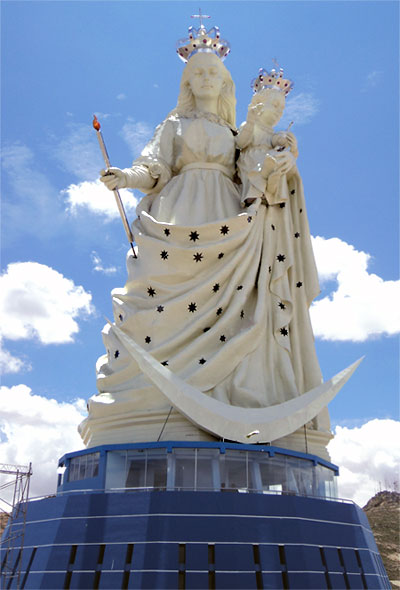
Monumento a la Virgen del Socavón en Oruro, Bolivia una de las estatuas más altas de Sudamérica; con una altura de más de 45 metros.

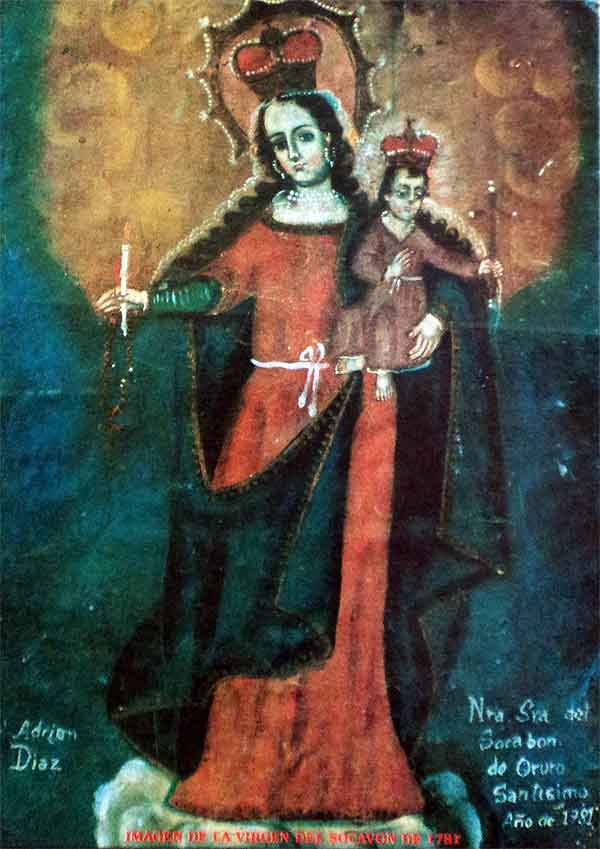
La Virgen del Socavón de 1781, Oruro, Bolivia donde la Virgen del Socavón fue elegida como patrona de la ciudad y su culto se expandió en la región.

- En la ciudad de Oruro, en devoción a la Virgen del Socavón se celebra el Carnaval de Oruro: dicho carnaval fue declarado por la UNESCO "Obra Maestra del patrimonio Oral e Intangible de la Humanidad”. Dicho evento se prepara con más de 3 meses de anticipación; durante ese tiempo se realizan diferentes eventos culturales y el día del carnaval se lleva a cabo una majestuosa "Entrada" que fusiona lo religioso y lo pagano: donde los danzarines por medio de danzas típicas, muestran lujosos y extravagantes trajes típicos, mientras realizan una peregrinación hacia el santuario de la Virgen. Además es patrona de los mineros y del folklore boliviano.
- En Copacabana (La Paz), tienen como patrona a la Virgen de Copacabana (una representación de La Candelaria), que fue tallada por Francisco "Tito" Yupanqui y llevada a esa población, el 2 de febrero de 1583. En su honor celebran festividades el 2 de febrero y también el 5 de agosto. El 1 de agosto de 1925 la Virgen de Copacabana fue proclamada Reina de la nación.
- En Coroico (La Paz), la Virgen de la Candelaria es la patrona del municipio, pero a diferencia del resto del país, su festividad no es celebrada el 2 de febrero; sino el 20 de octubre.
- En Aiquile (Cochabamba), se celebra durante una semana (entre el 2 y 9 de febrero), la Festividad de la Virgen de la Candelaria; patrona del lugar.
- En Rurrenabaque (Beni), tienen como patrona a la Virgen de la Candelaria: esta localidad fue fundada un 2 de febrero, de manera que coinciden la festividad candelaria y el aniversario de fundación. Las celebraciones son desde el 1 hasta el 3 de febrero donde realizan varias actividades como procesión de la Virgen, festival de comidas típicas, danzas típicas, fuegos pirotécnicos, etc.
- En Samaipata (Santa Cruz) la patrona es la Virgen de la Candelaria y cada 2 de febrero se realiza procesión de la Virgen, festival de bandas y danzas típicas.
- En Azurduy (Chuquisaca) la patrona es la Virgen de la Candelaria y su festividad comienza el 1 de febrero con una serenata con grupos musicales de la región y el día 2 de febrero se celebran misas con procesiones y varias otras actividades en su honor como las ferias del queso y la manzana.
- En Tarija en la comunidad de La Angostura tiene como patrona a la Virgen de la Candelaria y su festividad es celebrada desde el 1 de febrero con fuegos artificiales y el día 2 de febrero se realizan diferentes misas en su honor y como acto principal hay una procesión con la imagen de la Virgen. En el norte de la capital del departamento hay una población llamada Sella Candelaria en honor a la Virgen de la Candelaria.
- En Potosí la Virgen de la Candelaria junto con el Cristo Minero (Tata Ckac’cha) son venerados durante el Carnaval Minero; la tradición consiste en bajar en una procesión desde el cerro Rico con ambas imágenes, seguidos de conjuntos folklóricos hasta llegar a la plaza 10 de noviembre.

### Brasil
- En Río de Janeiro se encuentra la iglesia de Nuestra Señora de la Candelaria, que es una de las más importantes de la ciudad carioca.
- Réplicas de la Virgen de Candelaria traídas desde las Islas Canarias hay en las ciudades de Río de Janeiro y Sao Paulo.[22]

### Chile
Uno de los primeros lugares que tomó el culto de la Virgen de la Candelaria en Chile fue en la iglesia de San Antonio en Isla Mancera en Valdivia, en la cual existen registros que datan del año 1645 y que prueban el culto que se mantiene hasta la actualidad.
La Virgen de la Candelaria es venerada principalmente en los sectores mineros del norte del país, siendo descubierta por Mariano Caro Inca en las cercanías de la ciudad de Copiapó. Allí se erige el santuario de la Virgen de la Candelaria y su festividad se celebra en diversas zonas del país el día 2 de febrero o el primer domingo del mes de febrero. También se lleva a cabo esta fiesta en honor a la Virgen en el pueblo de Mincha, comuna de Canela, lugar donde se encuentra el templo que es monumento histórico nacional desde 1980 debido a su antigua construcción la cual fue parte importante de la evangelización en el valle del Choapa y en la región de Coquimbo pues este pueblo permitía el descanso de los viajeros entre La Serena y Santiago. Cada 2 de febrero los muchachos de la parroquia acceden al sacramento de la Confirmación que cuenta con la participación de toda la comunidad, muy ligada a la religión católica. El presbítero José Lucio Cáceres Méndez publica "Mincha y la luz de la Fe" Así se titula el libro conmemorativo de los 300 años de la Cofradía de Nuestra Señora de la Candelaria de Mincha, que fue presentado a la comunidad en la Parroquia de Mincha, de la prelatura de Illapel. Otra fiesta importante, que se realiza en honor de esta virgen, es en la ciudad de Osorno, en el sur de Chile, celebrada en la misma fecha que en el norte del país; en donde llegan fieles desde distintas zonas urbanas, pero principalmente rurales, de la región
 la más importante en el sur de Chile se celebra en Carelmapu, desde el siglo XVII.

### Colombia

Imagen de la Virgen de la Candelaria en el escudo de la Ciudad de Medellín, Colombia.

- Es la patrona de la ciudad de Medellín, la ciudad fue originalmente erigida como Villa de Nuestra Señora de la Candelaria de Medellín, haciendo referencia a la Patrona del nuevo poblado recién fundado. Por tal razón, la efigie de la Virgen es parte esencial del escudo de la ciudad.[24] Igualmente, la primera catedral de la hoy arquidiócesis de Medellín fue la iglesia de Nuestra Señora de la Candelaria.[25]
- La patrona de Magangué es la Virgen de la Candelaria; el 22 de enero, con el lucernario en honor a la Virgen, empieza la preparación para la solemnidad del 2 de febrero. Desde el 23 de enero Magangueleños y visitantes rezan desde muy temprano la novena, es una época donde las familias retornan y en torno a la "Morenita" viven la fe. La catedral magangueleña tiene nombre en su honor (Catedral Nuestra Señora de la Candelaria).
- Es la patrona del municipio de Guarne, Antioquia donde existía un cuadro similar al de la iglesia de la Candelaria de Medellín, pues los dos cuadros fueron enviados a Antioquia a mediados del siglo XVII, cuando la reina Ana María de Austria gobernaba España, la imagen que se veneraba en Guarne se consumió hasta quedar en cenizas, tras un incendio provocado por un corto circuito en el templo que consumió el retablo principal y mayor parte del presbiterio. Cada 2 de febrero, una antiquísima imagen de tez morena recorre las calles de su pueblo, que por más de 200 años la ha venerado como su Reina y Señora
- La patrona de Cartagena de Indias es la Virgen de la Candelaria; el 2 de febrero llegan romerías de gente de toda la costa y de Venezuela a cumplir las promesas ofrecidas. En Cartagena la Virgen de Candelaria se venera en el convento del cerro de la Popa, donde reposa un cuadro que data de la época colonial.
- En Riosucio (Caldas) la fiesta es considerada patrimonio municipal y se celebra cada año un novenario que tiene como día central el 2 de febrero, se caracteriza por los llamativas demostraciones de fuegos artificiales que se realizan todos los días y por su gran contenido cultural.
- En Candelaria (Valle del Cauca) se celebra cada año la Fiesta de Nuestra Señora de la Candelaria y al mismo tiempo las ferias del municipio, que son a partir del 2 de febrero
- En Morroa (Sucre) se celebra cada año la Fiesta de Nuestra Señora de la Candelaria.
- En Suaita (Santander) se celebra cada año la Fiesta de Nuestra Señora de la Candelaria y al mismo tiempo de desarrolla las ferias y fiestas de este municipio.
- En Bagadó (Chocó) se celebra con gran regocijo la Fiesta de Nuestra Señora de la Candelaria, al igual que en municipios como Certeguí y pueblos como Paimadó, Tagachí y Beté.
- Patrona de El Banco (Magdalena), donde se celebra cada año la Fiesta de la Candelaria, al mismo tiempo el aniversario de fundación de este municipio(2 de febrero). La catedral lleva el nombre de Nuestra Señora de la Candelaria
- Patrona del municipio de Chita (Boyacá), la catedral de este municipio lleva el nombre de Nuestra Señora de la Candelaria y celebra las fiestas patronales en su honor el día 2 de febrero. Se celebra también la fiesta del Señor de los Milagros de Chita con un ritual ancestral llamado "los Caballeros de Cristo" que se realiza cada 7 años.
- Patrona del municipio de Garagoa Boyacá, la catedral de este municipio lleva el nombre de Nuestra Señora de la Candelaria y celebra las fiestas patronales en su honor el día 2 de febrero. La catedral es el emblema de la diócesis de Garagoa que tiene como patrona a Nuestra Señora del Amparo de Chinavita.
- Patrona del municipio de La Capilla Boyacá, donde se cree en una aparición dada en el siglo XVIII. La festividad más importante se realiza antes del miércoles de ceniza.
- Patrona del municipio de Santo Domingo de Silos(Norte de Santander) su importante celebración data de años precolombinos donde por el sincretismo religioso se ha conservado la tradición como lo señala en su historia. "Los indígenas acostumbraban celebrar la ceremonia de la Cacica, durante las fiestas de nuestra señora de la Candelaria en la cual “se vestía con adornos a una india y se conducía cargada en silla de manos a la iglesia, con las ofrendas que entregaba el pueblo".[26] Este hecho se convirtió en una tradición centenaria en la que participan las familias que han conservado la tradición.
- Patrona del corregimiento de casa de tabla magdalena, en este pueblo fielmente todos los años cada 2 de febrero se celebran las fiestas patronales de la virgen de la candelaria, se reúne todo el puedo alrededor de actividades religiosas, deportivas, artísticas y taurinas. El 2 de febrero se realizan actos religiosos como: eucaristía, bautizos, procesión y una velaton hacia la virgen de las candelas.
- Patrona del municipio de Arjona en Bolívar, se celebra todos los 2 de febrero con procesión que sale de la iglesia que en honor lleva su nombre Nuestra Señora De La Candelaria.
- Patrona del Municipio de Candelaria Atlántico, en el sur del Atlántico, es un municipio ganadero, rico en la ganadería, en el municipio de Candelaria se celebra cada 02 de febrero la fiestas a nuestra señora dela Candelaria, donde se realizan corridas de toros, conciertos musicales, actos culturales, el día 02 de febrero se realiza la misa patronal y este día se hacen una serie de bautismo, confirmación y primeras comuniones, siendo este municipio del departamento del Atlántico, uno de lo más fervorosos en esta advocación Mariana.

### Costa Rica
- En la ciudad de Esparza, Puntarenas, la Virgen de Candelaria es la patrona de la ciudad.
- El distrito 5 del Cantón de Palmares, Alajuela lleva ese nombre en honor a la Virgen.

### Cuba
- En Camagüey la Virgen de Candelaria es la patrona de la ciudad, encontrándose una talla suya en el altar mayor de la Parroquia Mayor.
- En San Fernando de Camarones la Virgen de Candelaria es la patrona de este pueblo fundado en 1714.
- Nuestra Señora de la Candelaria es sincretizada con Oyá, la Orisha del Cementerio; dueña del aire y de la centella, en muchas casas de Santería. Tanto en Cuba como en los Estados Unidos.

### Ecuador

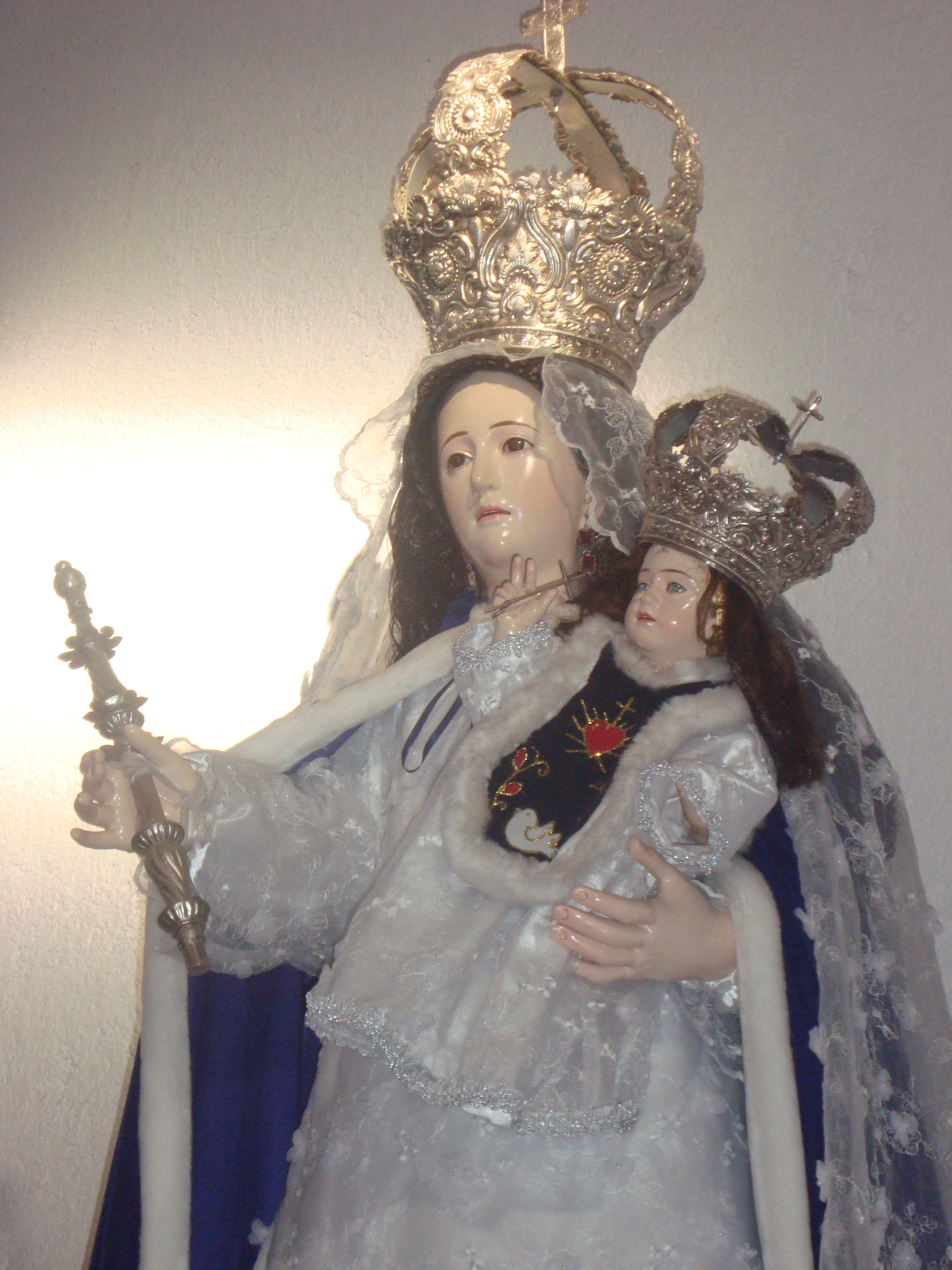
Virgen María de la Candelaria:"Patrona de Alangasí, Ecuador".

- En Alangasí, (Quito); La fiesta de "Nuestra Señora la Virgen de la Candelaria" se celebra el 2 de febrero, pero suelen adelantarla o retrasarla, para que la solemnidad se celebre el sábado más próximo; entre los eventos más importantes hay: la novena religiosa de los barrios de la parroquia, el viernes previo las vísperas con juegos pirotécnicos, desfiles, corridas de toros populares, actos culturales, comidas típicas. Existe un himno llamado "Patrona de Alangasí", cuya letra y música pertenece al Ing. José Enríquez, nativo de Alangasí, canción que se canta en las fiestas patronales y es interpretada por varios artistas.

### El Salvador

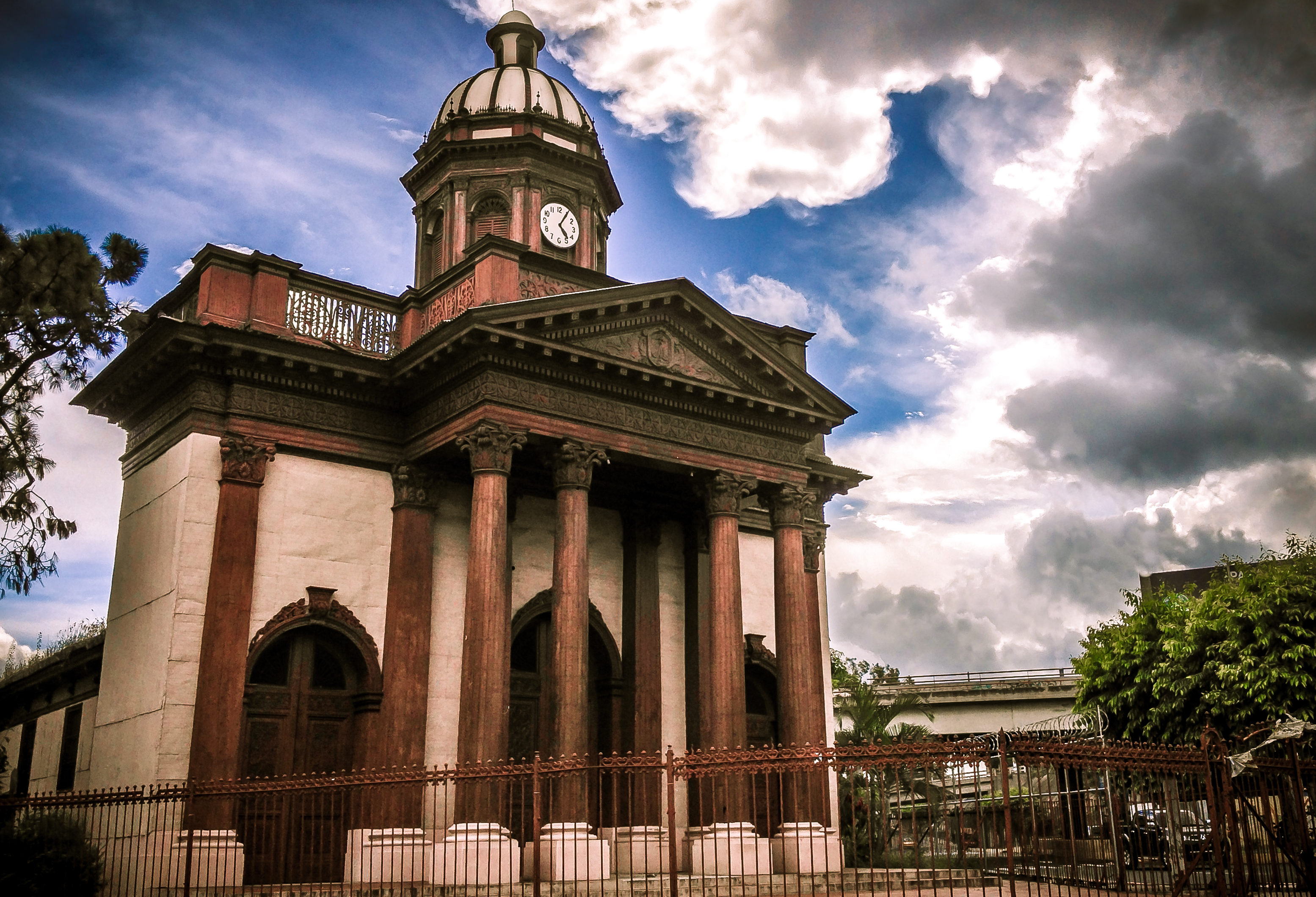
Iglesia de Nuestra Señora de Candelaria, ubicada en el barrio Candelaria, centro histórico de San Salvador, El Salvador.

- La Virgen de Candelaria es la patrona de Jucuarán un pueblo en el departamento de Usulután. La ciudad de Jucuaran celebra el 1 y 2 de febrero las Fiestas de Romería en honor a la Virgen de Candelaria. Cuando esta ciudad, en apenas un poblado, fue hallada una Imagen en las riberas de las Playas del Espino. Personas Católicas de esa época dedujeron que era la Virgen de Candelaria, según la forma de la imagen, por lo cual fue traída a la antigua ermita en un lugar llamado hoy Pueblo Viejo y desde entonces le son dedicadas dichas fiestas.
- También es Patrona de Sonsonate, celebrándose su fiesta de honor el 1 y 2 de febrero. Según datos históricos, la primera imagen de la patrona llegó a la ciudad sonsonateca desde Florencia, Italia,  en el año 1604, a petición del obispo fray Juan Ramírez de Arellano; y fue colocada en el antiguo templo de Nuestra Señora de la Merced.  Fue hasta 1834 cuando comenzó a dañarse el templo de la Merced que la imagen pasó al templo parroquial de la Santísima Trinidad. Además, en ese mismo año nació la Feria de Nuestra Señora de Candelaria, la cual fue instituida como “Feria de Candelaria”, el 28 de abril de 1896, por decreto gubernamental publicado en el Diario Oficial.  Las intercesiones de la Virgen para obtener milagros son innumerables, tanto como la cantidad de feligreses que llegan en caravanas durante los días de los festejos a la ciudad de los cocos
- Igualmente, es patrona del barrio Candelaria, un populoso barrio ubicado al sur del centro histórico de San Salvador, y que a su vez forma parte de este. Se sabe que el barrio ha existido desde la época de dominio español como parte de la ciudad de San Salvador y con la devoción a este advocación mariana. En la actualidad existe una iglesia de madera de estilo neoclásico dedicada a este patronazgo y que es punto céntrico de todo el barrio.

### Estados Unidos
- En la ciudad de San Antonio (Texas, Estados Unidos) se encuentra una imagen de la Virgen de Candelaria, debido a que la ciudad fue fundada por canarios y fueron precisamente los inmigrantes canarios los que construyeron la Catedral de San Fernando en donde se venera esta Virgen, por eso la catedral es también llamada Catedral de Nuestra Señora de la Candelaria y Guadalupe.

### Filipinas
- En la ciudad de Jaro se venera a la Virgen de la Candelaria en la Catedral y Santuario Nacional de Nuestra Señora de la Candelaria.
- También en Silang se encuentra la iglesia parroquial de Nuestra Señora de la Candelaria.

### Guatemala
- La Virgen de la Candelaria es la patrona de las ciudades de Chiantla, Colotenango y Jacaltenango del departamento de Huehuetenango Teculután del departamento de Zacapa y Cunén del departamento El Quiché, también Masagua del departamento Escuintla.

### Honduras
- En Lempira, una pequeña ciudad situada al sur del departamento lleva el nombre de Candelaria en honor a la virgen. Celebra su feria patronal desde finales de enero y culmina el 2 de febrero, día de la virgen de la Candelaria.
- En Sabanagrande, Francisco Morazán, la Virgen de la Candelaria es la patrona de la ciudad.
- En Villa de San Francisco un pequeño municipio del departamento de Francisco Morazán, se venera como patrona a la Virgen de Candelaria, comenzando las celebraciones a mediados de enero y finalizando a mediados de febrero.
- En Jacaleapa, El Paraíso, un pequeño municipio del departamento de El Paraíso se celebra una feria patronal en alrededor de la virgen de Candelaria que se inicia a mediados de enero y tiene una duración de una semana

### México

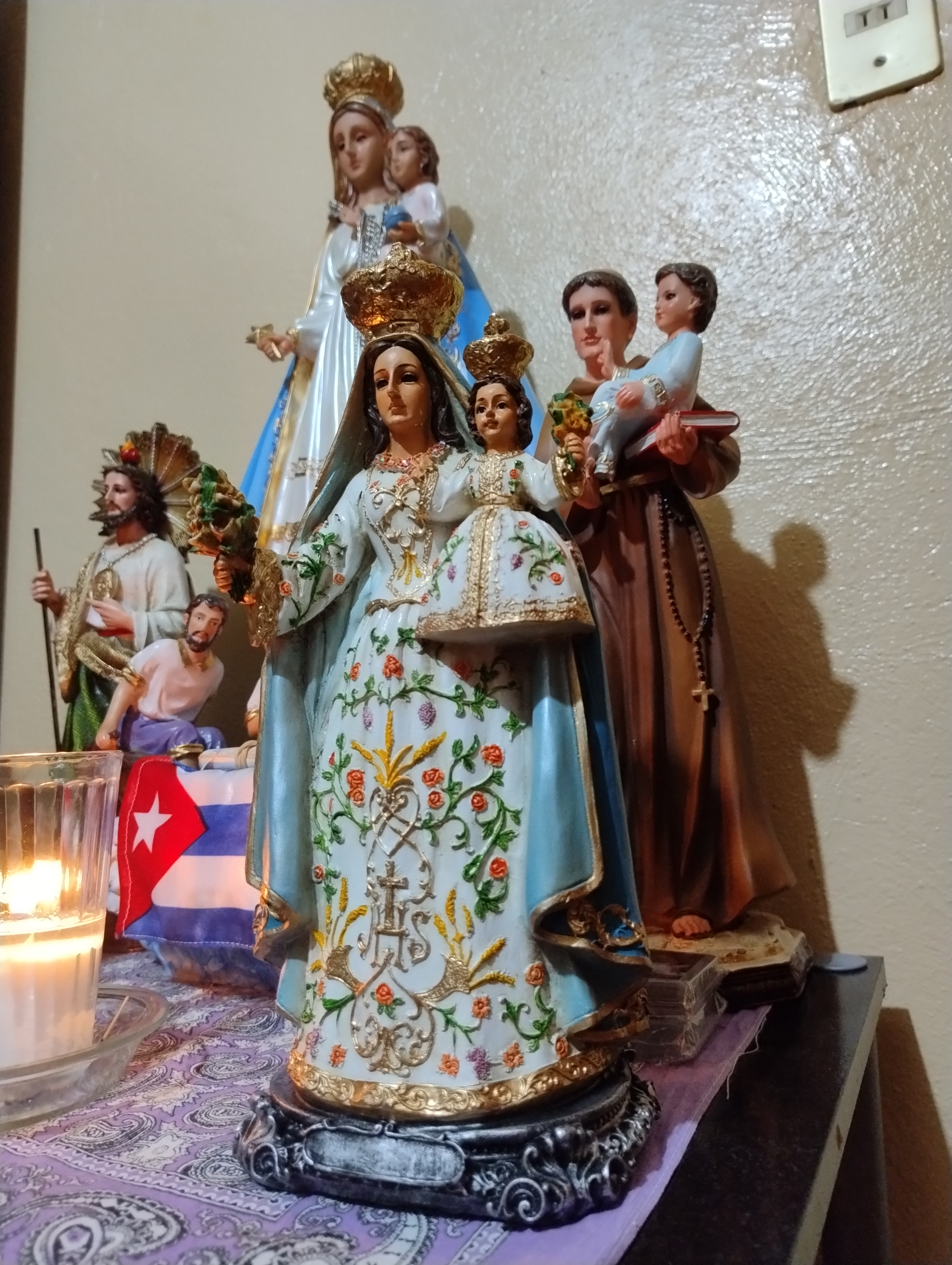
Altar de La Virgen de la Candelaria acompañada de otros santos muy populares en la cultura mexicana.

- Altar de La Virgen de la Candelaria acompañada de otros santos muy populares en la cultura mexicana.Campeche: El municipio de Campeche, que lleva el mismo nombre de la Virgen, realiza de igual manera sus festividades y feria del pueblo del 2 de febrero al 9 de febrero. En Hool, se tiene como patrona del lugar a al Virgen de La Candelaria, la gente acostumbra a ir a visitarla en peregrinación, y hacerse una cruz en al frente con el lodo que se encuentra en la aguada donde se localizó a la virgen.
- Guerrero: En municipio de Tecoanapa, en Los Saucitos.
- Chiapas: En el municipio de Tuxtla Chico el 2 de candelaria la virgen hace un recorrido por las principales calles del pueblo bajo una alfombra artesanal que los habitantes del pueblo realizan en comunidad, también se realiza una feria muy popular en la zona del soconusco. En Acala, Cintalapa y Socoltenango, también es muy venerada la virgen, ya que cuenta la leyenda que un pueblo quedó sumergido bajo el agua, entonces los pobladores rescataron tres imágenes de la Virgen de Candelaria, de las cuales una quedó en cada pueblo respectivamente. En Ocosingo, también tienen como patrona a la Virgen de la Candelaria rindiéndole tributo con una feria que inicia el 28 de enero y termina el 4 de febrero.
- Colima: En Tecomán, se tiene como patrona del lugar a la Virgen de La Candelaria. Desde 1876 existe la tradición de sacar a la imagen en andas, que 80 o más personas cargan en hombros, por turnos, para recorrer las avenidas aledañas al Santuario Mariano Diocesano así declarado oficialmente al Templo de Santiago por el nuncio apostólico de la Santa Sede D. Jerónimo Prigione en su visita el 2 de febrero de 1989, misma fecha que coronó la Sagrada imagen en representación de su santidad Juan Pablo II.
- Estado de México: En Tlapala, tienen como patrona a la Virgen de La Candelaria, en donde se dice está la imagen original de la virgen y se conmemora cada año el 2 de febrero.
- En Tonatico, se celebra esta advocación mariana el último domingo de enero. Todas las casas del pueblo son adornadas con faroles de madera forrados de papel china anteriormente una vela daba la luminosidad al caer la noche, ahora es reemplazada por focos.
- Guanajuato: En Salvatierra se celebra la feria de la Candelaria anualmente, cada 2 de febrero.[27] En la ciudad de Irapuato en una comunidad llamada Carrizalito los fieles rinden homenaje a su santa patrona, la virgen de la Candelaria, cada 1 de febrero se realiza la procesión de la candela y el 2 de febrero a las 6 de la mañana las mañanitas. En la ciudad de Pueblo Nuevo es la patrona del pueblo y se celebra la fiesta patronal desde el 24 de enero hasta el 3 de febrero, otra fecha donde se le celebra es el 2 de octubre y se saca del templo a un peregrinar por la ciudad.
- Jalisco: En el pueblo de Quitupan la Virgen de Candelaria es la patrona del pueblo y es de singular significancia para las familias puesto que la mayoría son inmigrantes y cada vez al pasar la frontera se encomiendan a ella para poder llegar a su destino. En Tamazula de Gordiano es patrona de dicha ciudad. En el municipio de Villa Purificación en la Región Costa Sur de Jalisco, se venera desde su fundación (2 de febrero de 1533), siendo uno de los primeros templos construidos en el Reino de la Nueva Galicia. También en un poblado perteneciente al Municipio de Ameca, llamado "Hacienda del Cabezón" se venera a una bella imagen de la Candelaria y el día 2 es una impresionante romería de todas las comunidades vecinas que van a visitar a la milagrosa imagen. En San Martín de Hidalgo sus calles quedan desiertas pues todo mundo acude a visitar este poblado en cuya capilla de la Hacienda La milagrosa imagen recibe a todos con amor.
- Oaxaca: En Santa María del Tule, donde se localiza el milenario árbol ahuehuetl de más de dos mil años de edad,a 13 km de la ciudad capital, se lleva a cabo la Magna Celebración en honor a la Santísima Virgen de la Candelaria. Los rituales inician por tradición, el domingo anterior al inicio del novenario (2020, domingo 19 de enero) después de la Misa Dominical se realiza el Convite o anuncio de la fiesta, recorriendo las calles con Banda de Música y toritos de pirotecnia. Al término, en la explanada municipal se lleva a cabo una convivencia con quema de pirotecnia. del 22 al 30 de enero, por la tarde, se realizan rendidas de culto con una procesión, participando toda la población. El día 31 de enero por la tarde se realiza una Magna Calenda con canastas de flores y pirotecnia recorriendo las principales calles de la población con la chirimía, bandas de música, monos y marmotas de calenda en gran algarabía para honrar a La Candelaria. El día primero de febrero, hay Misas y por la tarde las Vísperas y Maitines y por la noche, quema de toritos, monas y guajolotes de pirotecnia, culminando la Gran Noche de Luces con la quema del tradicional castillo de pirotecnia. Después todos le llevan mañanitas a la Virgen de La Candelaria. El día dos de febrero, a las nueve de la mañana inicia la eucaristía para la Bendición de Niños Dios y en una procesión se trasladan a la explanada municipal para concluir la Misa en Acción de Gracias. Por la tarde, en la explanada municipal se lleva a cabo una gran convivencia conocida como La Tirada de dulces, participando toda la población y visitantes para cerrar la celebración con un baile popular en honor a La Candelaria.
- Veracruz: En Tlacotalpan, en el Estado de Veracruz, tienen como patrona a la Virgen de la Candelaria.
- Yucatán: En Valladolid, Yucatán, México celebra a la Virgen de la Candelaria del 27 de enero al 5 de febrero, rindiéndole tributo con una feria de dos semanas, música, fiestas y tradiciones. En el municipio de Tekal de Venegas, Yucatán, es especialmente venerada desde el siglo XVII, su devoción se ha extendido, conocida como la Virgen de Candelaria de Tekal, o popularmente conocida como Nuestra Señora de Tekal de Venegas. Su sagrada imagen original se ha conservado a través de los siglos por sus destacados devotos. Tiene fama de milagrosa por sus múltiples favores por su intercesión recibidos, hacen el aumento de sus devotos que bajan a su fiesta, especialmente visitada el dos de febrero para la Misa y bendición de velas y niños, seguida por la procesión alrededor de las principales calles del municipio. Leyendas en torno a ella son de dominio público como que sale a las calles del pueblo en las noches de mes de mayo, para visitar los hogares de enfermos. Las tradiciones marianas como el canto de la Alborada, herencia franciscana que se conservó desde 1755, aún se ejecutan. El Obispo Auxiliar de Yucatán, Mons. Rafael Palma Capetillo la coronó como Reina Celestial de la comunidad el 2 de febrero del 2007.
- Sonora: En Hermosillo se encuentra en la comunidad de Villa de Seris, la celebración de nuestra Señora de la Candelaria el día 2 de febrero, en donde como tradición se hace peregrinación solemne y la bendición del Niño Jesús de diversas familias.
- Zacatecas: En Sombrerete se celebra la Feria Estatal de Sombrerete cuya festividad central es el día 2 de febrero donde se venera a la Virgen de la Candelaria en una capilla cuya antigüedad data de la fundación del Mineral de la Villa de Llerena, actual Sombrerete, Zacatecas.

### Nicaragua

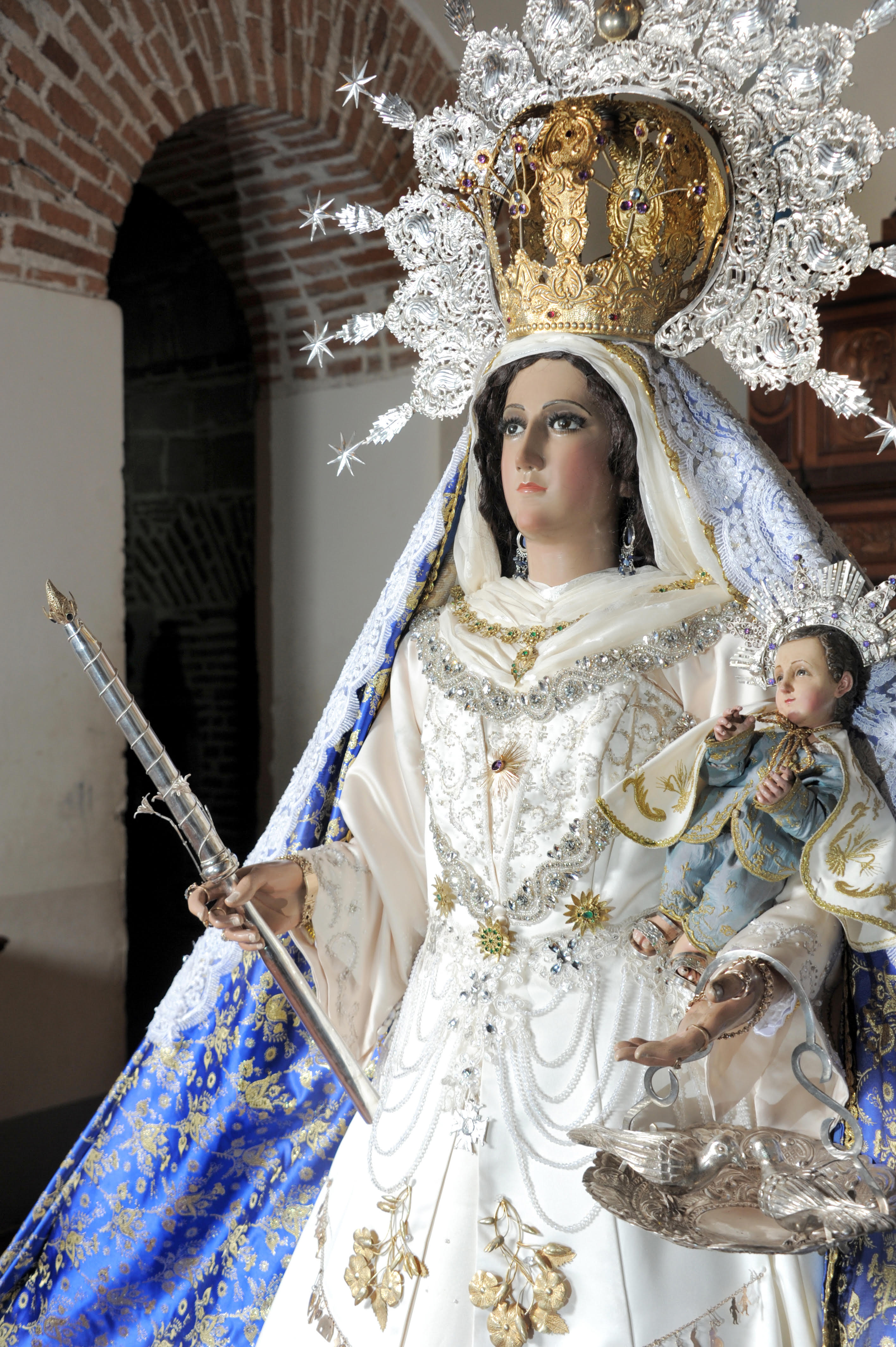
Imagen de Ntra. Sra. de Candelaria, Diriomo, Granada, Nicaragua.

- En el municipio de Diriomo, Granada, la patrona es la Virgen de la Candelaria. Cada año el 21 de enero se celebra la tradicional bajada de su altar con la que comienza su procesión por toda la ciudad, siguiendo un novenario que se celebra por todo el pueblo desde el 22 hasta el 30 de enero, el día 30 de enero por la noche comienzan los días principales, el tradicional pase del Niño Dios, el primero de febrero, la sagrada imagen recorre las calles de la ciudad adornada con tradicionales bailes típicos hacia la raya culminando la proseción al mediodía, el mismo primero de febrero, la imagen sale de la raya a las 5 de la tarde en salves hacia el santuario en su honor, a la media noche hay una alborada indicando la solemnidad cercana, la imagen sale del templo hacia la casa del mayordomo o patrón, el 2 de febrero, es la solemnidad en honor a la santísima Virgen de la Candelaria, sale en procesión de la casa del mayordomo a las 8 de la mañana hacia el templo en hombros de sus fieles y en andas adornadas de flores y acompañada de bailes, culminando con la santa misa oficiada por el obispo de la diócesis de Granada, el domingo más cercano al 2, feligreses de la ciudad de Granada vienen al encuentro de la venerada imagen en peregrinación; el 8 de febrero se celebra la octava, y el domingo más cercano a la Cuaresma es el ascenso a su altar, sin que pase de un mes.

- La Virgen de Candelaria también se celebra en Managua, en la colonia Américas N.º 1, la Parroquia de Nuestra Señora de Candelaria es la única con el título de Nuestra Señora de Candelaria en la arquidiócesis de Managua, las fiestas de Nuestra Señora de Candelaria inician el día de la bajada de la sagrada imagen de su trono , la novena es celebrada con la Santa Misa, el 2 de febrero día de Nuestra Señora de Candelaria se realiza una alborada dando inicio en la parroquia a las 5:00 de la mañana anunciando la fiesta de la Virgen de Candelaria, en la Misa del 2 de febrero se bendicen las velas de la Virgen de Candelaria (estas velas son elaboradas de cebo), en un momento dado se entona el Cántico de Simeón. Las fiestas de la Virgen de Candelaria concluyen el día de la subida de la sagrada imagen a su trono.

### Panamá
- La Virgen de la Candelaria es la patrona de la comunidad de Los Higos, Pedasí, provincia de Los Santos. De igual manera se celebra en la Provincia de Coclé  específica mente en La comunidad de Tambo el 2 de febrero y en la  Pintada el 9 de febrero.
- En la ciudad de La Concepción, Bugaba, provincia de Chiriquí, la Virgen de Candelaria es la patrona de la ciudad y se realiza la feria más famosa de esa ciudad, La Feria de la Candelaria.  en la ciudad de Pinogana(provincia de darien) donde se celebra por 3 días de fiestas la virgen de la candelaria es la patrona de la ciudad de Pinogana

### Paraguay
- La Virgen de la Candelaria es la patrona de las ciudades de Areguá, Capiatá y Atyrá.

### Perú
La Festividad de la Virgen de la Candelaria de Puno, declarada Patrimonio Cultural Inmaterial de la Humanidad por la Unesco, de carácter religioso, festivo y cultural que tienen sus raíces en tradiciones católicas y elementos simbólicos de la cosmovisión andina, se realiza en el mes de febrero de cada año. Esta festividad incluye: los ensayos, las novenas, las albas de fiesta, la entrada de cirios, la entrada de k'apos, las vísperas, el 2 de febrero, la octava, la veneración y cacharpari.

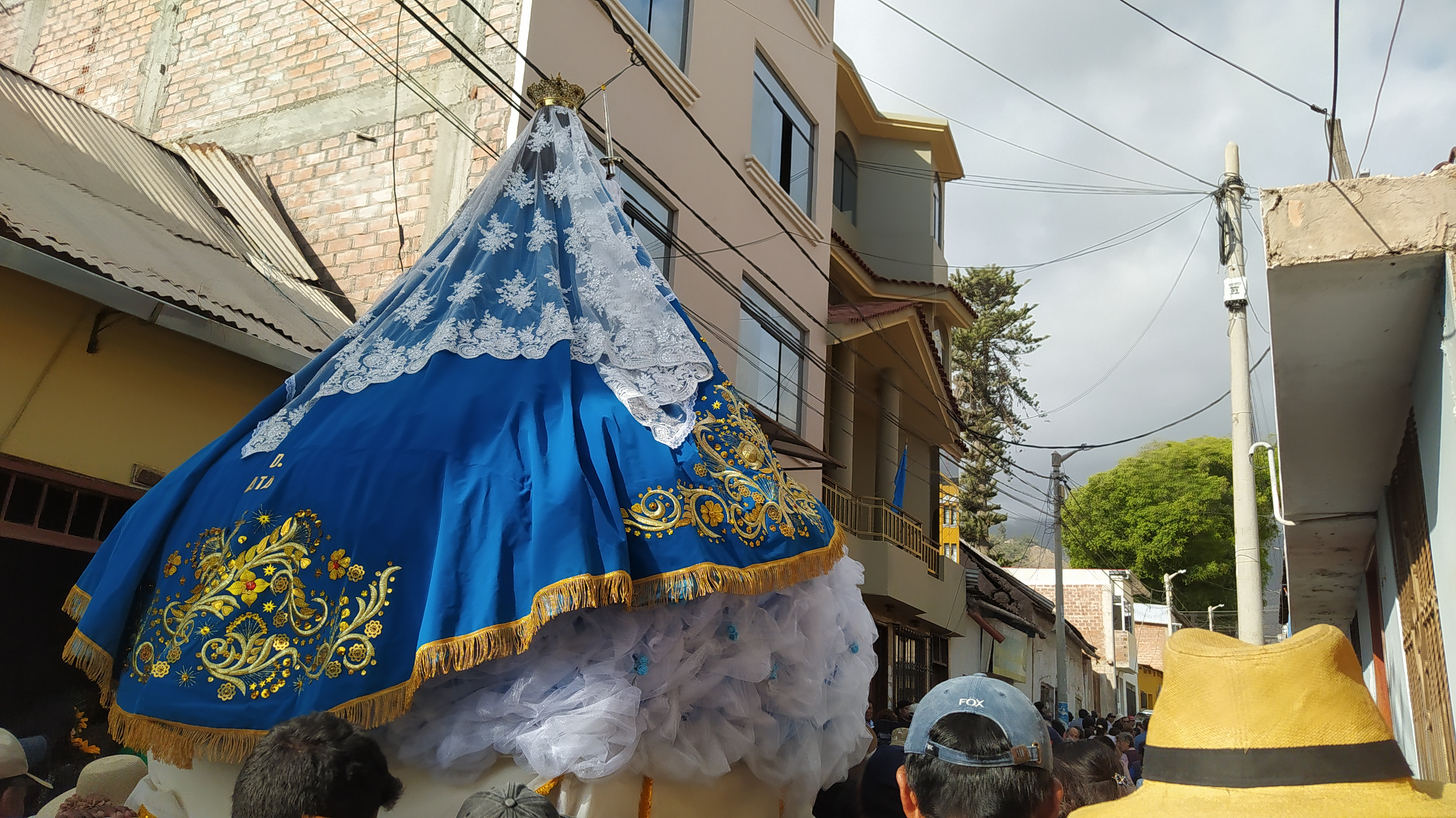
Procesión de la Virgen de la Candelaria en Torata - Moquegua (2025)

La fiesta de la Virgen de la Candelaria también se celebra en diferentes lugares del país. Algunos de ellos son el distrito de Cabana Sur Lucanas en el valle de Sondondo, en Ayacucho; el Distrito de Huaripampa y la Ciudad de Huancayo, en Junín; el distrito de Inclán en Tacna; el distrito de Torata en Moquegua; el distrito de Sócota en Cutervo (Cajamarca); así como en otras partes del Perú.
También se puede encontrar información sobre la Festividad de la Virgen de la Candelaria en el portal Vive Candelaria
En Arequipa, la Santísima Virgen de Chapi, una representación de la Virgen de la Candelaria, es festejada el 1 de mayo en honor al mes de la Virgen María. Asimismo, en la localidad de Quilca, en la provincia de Camaná, se celebra el 02 de febrero la fiesta de la Virgen de la Candelaria de Quilca.
En el Cuzco, en el poblado de Huaro de Urcos, se celebra la fiesta de la Virgen Purificada de Canincunca, llamada también Virgen Candelaria o Virgen de los Remedios.

### Puerto Rico
- Es Patrona de la ciudad de Mayagüez, donde su devoción es muy extendida y fue llevada allí por canarios. También es patrona de las ciudades de Lajas y Manatí.

### República Dominicana
- Es la Patrona de la antigua villa de San Carlos, asentamiento histórico de canarios en las inmediaciones de la ciudad de Santo Domingo, actualmente siendo este uno de sus barrios más emblemáticos. Allí se encuentra erigido un templo con la imagen de la virgen en el altar mayor que es llevada en procesión como parte de las fiestas patronales del barrio. Es bastante probable que el culto de San Carlos, en Santo Domingo, sea el más antiguo en América consagrado a dicha advocación mariana. También es patrona de la ciudad de Sabana Grande de Boyá, y de la provincia de Monte Plata.

### Uruguay
- Juan Diaz de Solís fue el primer español en desembarcar en enero de 1516 en el Puerto de Punta del Este al que llamó Puerto de Nuestra Señora de la Candelaria.  La actual parroquia de Punta el Este (Dpto. Maldonado) tiene esa advocación y celebra su fiesta transportando en yates la imagen de la Candelaria por los alrededores del puerto, cada 2 de febrero.

### Venezuela

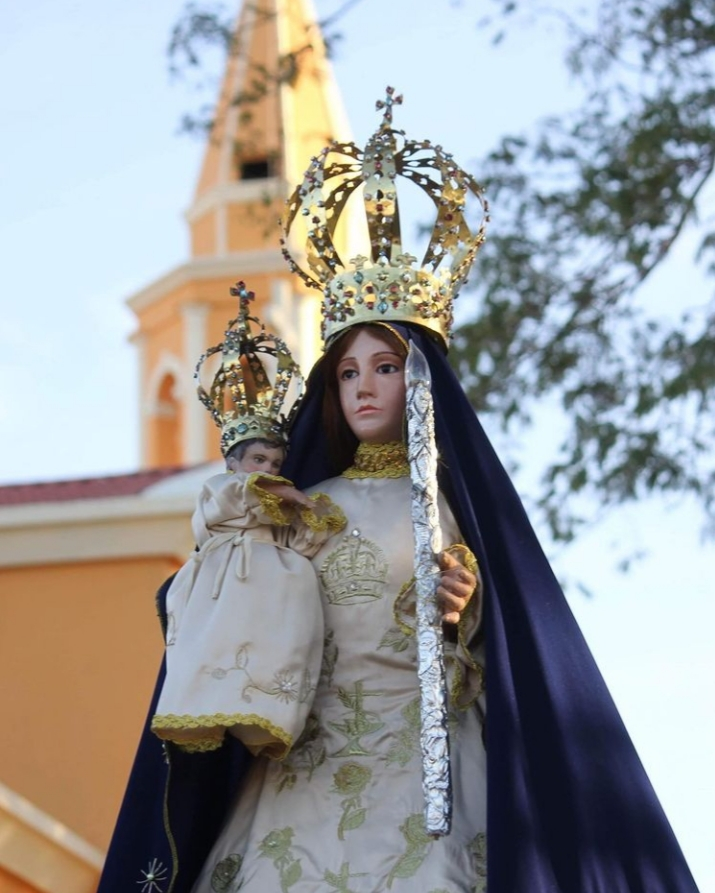
Virgen de la Candelaria de Cantaura (Venezuela), celebrada desde el año 1740.

- En las ciudades de Turmero y Cagua, Bailadores, Mesa Bolívar, La Parroquia de Mérida, Cantaura, Turmero, San Diego, Valle de la Pascua, Santa María de Ipire, San Juan de Payara y Puerto Cumarebo y en el museo Diocesano de Santa Ana de Coro la Virgen de Candelaria es Patrona y se celebra cada 2 de febrero, se realizan misas y procesiones anualmente. En los sectores La Parroquia y El Valle en la ciudad de Mérida se celebra con los Vasallos o Danceros de la Candelaria y con los Locos de la Candelaria en honor a la Virgen.
- En las Parroquias La Candelaria de las ciudades de Caracas, Maracaibo, Valencia y Tinaquillo,Guarenas Estado Miranda la Virgen de Candelaria es Patrona y también se celebra cada 2 de febrero con misas y procesiones en su honor. En la Iglesia Colonial de Petare está la más antigua de Venezuela, aunque no es patrona allí, goza de gran devoción desde el siglo XVII.
- Es también Patrona del Estado Anzoátegui desde el año 1992 por decisión gubernamental y su imagen se encuentra en la ciudad de cantaura en el "Santuario Mariano Nuestra Señora de la Candelaria" siendo así una advocación mariana muy querida y conocida de este pueblo  .
- En Caracas es la patrona de la Parroquia La Candelaria. En la capital venezolana hay también una imagen de la Virgen de la Candelaria (réplica de la venerada en las Islas Canarias) que se venera junto a la de la Virgen de Coromoto (Patrona de Venezuela) en el Hogar Canario Venezolano de Caracas.
- De igual manera y con la misma fe los habitantes de La urbanización La Candelaria en Maracay celebran cada 2 de febrero con misa y procesión.

### Italia
- En Roma hay retratos de la Virgen de Candelaria de Canarias.[20]
- En la isla de Cerdeña se venera como patrona insular a la Virgen de la Bonaira, la cual es una representación de La Candelaria a pesar de tener distinta advocación.

### Israel
- En Tierra Santa, en la Basílica de la Anunciación en Nazaret (Israel), lugar en donde según la tradición el Arcángel Gabriel le anunció a la Virgen María su maternidad, se encuentra un mosaico de la Virgen de Candelaria, patrona de Canarias,[29] junto a las de otras advocaciones famosas de España, como la Virgen de Montserrat de Cataluña, la Virgen de los Desamparados de Valencia y la Virgen de Guadalupe de Extremadura.[30] El mosaico de La Candelaria fue inaugurado por el propio obispo de la diócesis de Tenerife y además también hay mosaicos de otras advocaciones marianas de diversos países.

### Guinea Bisáu
- En este país se encuentra la Catedral de Nuestra Señora de la Candelaria cuya devoción fue llevada por los portugueses a este país africano.

### Polonia

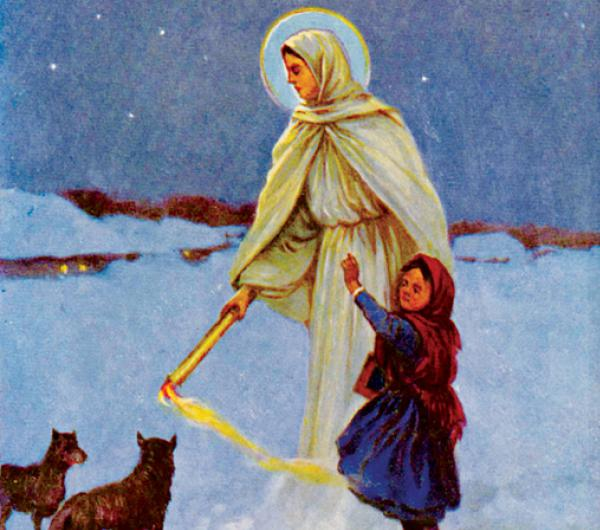
Postal polaca del.

- En Polonia, la advocación mariana de la "Candelaria" (en polaco: Gromniczna) es muy conocida y se celebra el 2 de febrero. Sin embargo, no se representa con la simbología católica en la iglesia Polaca, por lo que no existen lugares de culto, figuras o imágenes religiosas de esta figura mariana. La Virgen de la Candelaria, por otro lado, funciona en una tradición popular como una continuación de las costumbres locales precristianas y aún vigentes (por ejemplo, encender una vela durante una tormenta, carbonizar las vigas de la casa con humo de la candela).[31]

## Sincretismo
La Virgen de la Candelaria está identificada o sincretizada con otras entidades sagradas de otras religiones: 
- En la mitología guanche, la Virgen de la Candelaria fue identificada como Chaxiraxi.
- En la santería cubana se identifica con Oyá y Oba.
- En el Candomblé brasileño, la Virgen de la Candelaria se identifica con Oshun.
- Para las religiones andinas, esta advocación está vinculada al culto a la Pachamama (la Madre Tierra).
- La comunidad hindú de Canarias la identifica con la diosa Durga y con Kali.